# Mayoyao
Mayoyao (Bayan ng Mayoyao) är en kommun i Filippinerna. Kommunen ligger på ön Luzon, och tillhör provinsen Ifugao. Folkmängden uppgår till 14 191 invånare.

## Barangayer
Mayoyao är indelat i 27 barangayer.
| - Aduyongan - Alimit - Ayangan - Balangbang - Banao - Banhal - Bongan - Buninan - Chaya - Chumang - Guinihon - Inwaloy - Langayan - Liwo | - Maga - Magulon - Mapawoy - Mayoyao Proper - Mongol - Nalbu - Nattum - Palaad - Poblacion - Talboc - Tulaed - Bato-Alatbang - Epeng |